# Gianluca Vialli
Gianluca Vialli  (pronunciació en : /dʒanˈluːka ˈvjalli/) (Cremona, 9 de juliol de 1964 - Londres, 6 de gener de 2023) va ser un futbolista professional que jugà a la posició de davanter i va exercir d'entrenador.

## Trajectòria
La carrera sènior de Vialli va començar el 1980 quan va fitxar pel club local US Cremonese a la Serie C1, obtenint l'ascens a la Serie B. Després de marcar deu gols al club com a extrem a la temporada 1983–84 a la Serie B, va ser traspassat a la Sampdoria.
A la Sampdoria va formar una prolífica associació de davanters amb el seu company i amic Roberto Mancini, guanyant-se el sobrenom d'Els bessons del gol ("I Gemelli del Gol", en italià). Amb Vialli en el seu millor moment, la Sampdoria va viure l'època de més èxit de la seva història. Van guanyar el seu primer campionat de la Serie A la temporada 1990–91, en la qual Vialli va ser el màxim golejador de la lliga amb 19 gols,
una Recopa d'Europa (1990) – on va marcar els dos gols en una victòria per 2-0 contra l'RSC Anderlecht a la final (un cop més va acabar el torneig com a màxim golejador), i tres Copes d'Itàlia (1985, 1988 i 1989), també va establir un rècord de 13 gols en una única edició de la Copa Itàlia durant la seva etapa al club. També van guanyar una Supercoppa Italiana, i van arribar a la final de la Supercopa de l'UEFA i a la final de la Copa d'Europa a la 1992, perdent davant el FC Barcelona de l'època de l'anomenat "Dream Team" de Johan Cruyff a la pròrroga per 1–0.
Al final de la temporada 1991-1992, Vialli va ser transferit a la Juventus Football Club: per comprar-lo, l'empresa piemontesa va vendre els drets de quatre jugadors a la Sampdoria (Mauro Bertarelli, Eugenio Corini, Michele Serena i Nicola Zanini) afegint un ajust econòmic, per un cost total estimat en uns 40.000 milions de lires, en aquell moment va ser el fitxatge més car de la història d'un futbolista.
Vialli va guanyar la Copa de la UEFA en la seva primera temporada amb la Juventus jugant al costat de jugadors com Roberto Baggio, Pierluigi Casiraghi, Paolo Di Canio i Andreas Möller, entre altres jugadors, sota la direcció de l'entrenador Giovanni Trapattoni. Després de l'arribada del gerent Marcello Lippi, Vialli es va sotmetre a un intens règim d'entrenament i enfortiment muscular per baixar de pes i guanyar velocitat, agilitat, força física i resistència. Vialli va recuperar la seva forma golejadora durant la temporada, i gràcies al seu lideratge i actuacions decisives, va ajudar a la Juventus a guanyar l'Scudetto (el segon de la carrera de Vialli) i la Copa d'Itàlia en la temporada 1994-95, marcant 16 gols durant la temporada; el club també es va perdre per poc un triplet després de patir una derrota a la final de la Copa de la UEFA 1994-1995 davant l'AC Parma, tot i que Vialli va marcar un espectacular gol al partit de tornada. Va acabar el seu pas a Torí capitanejant l'equip a la victòria de la Supercopa Italiana i la victòria a la final de la Lliga de Campions sobre el defensor del títol, l'Ajax a la final de la Lliga de Campions de la UEFA 1995-96, jugant al costat d'Del Piero i Fabrizio Ravanelli. Durant les seves quatre temporades amb el club va totalitzar 102 aparicions, marcant 38 gols.
Gianluca va passar a la Premiership, a l'equip del Chelsea FC, l'any 1997, complint els seus últims tres anys com a jugador i marcant 40 gols en 83 partits.
Vialli va passar a ser jugador-entrenador del Chelsea el 1998, i va seguir lligat al club fins al 2000. Va passar a ser un dels mànagers més reconeguts, en guanyar la Worthington Cup i la UEFA el 1998; i la FA Cup el 2000. L'equip va acabar tercer de la Premiership del 1999, només 4 punts per sota dels campions, el Manchester United FC. Va ser la millor campanya del club londinenc en 29 anys. En la seva aparició en la Champions League va assolir un bon debut en arribar a quarts de final, en el partit d'anada va assolir una victòria de 3-1 enfront del FC Barcelona, però van ser eliminats després de perdre 5-1 al partit de tornada al Camp Nou.
Després de finalitzar el seu contracte, va romandre a la First Division, aquesta vegada amb el club Watford FC a la temporada 2001-02. Després d'una dolenta campanya amb mals resultats, i amb una plantilla de grans costos, l'equip va finalitzar en 14 lloc, i va ser acomiadat en finalitzar la campanya.
Des que va acabar la seva trajectòria esportiva va treballar per la TV a la cadena Sky d'Itàlia, com a comentarista esportiu.
El 9 de març de 2019 va ser nomenat per la Federació Italiana de Futbol (FIGC), juntament amb Francesco Totti, ambaixador italià per al Campionat d'Europa 2020.
Des de novembre de 2019 es va incorporar a les files de la FIGC com a cap de delegació de la Selecció italiana, entrenada pel seu antic soci Roberto Mancini. Amb aquesta funció, oficialment com a gerent, extraoficialment com a regidor i factotum per al seu íntim amic Mancini i per a la resta d'elements del grup azzurro, l'estiu de 2021 (després de l'ajornament per la pandèmia de la COVID-19) va participar en la victoriosa expedició italiana al campionat d'Europa 2020, distingint-se com una figura destacada al vestidor així com, a nivell humà, com a "exemple viu" per a tot l'equip.

## Vida personal
Fill d'un milionari fet a si mateix, Vialli es va criar amb els seus 4 germans a Castello di Belgioioso, un castell de 60 habitacions a Cremona. Vialli es va casar amb Cathryn White-Cooper el 26 d'agost de 2003 i va tenir dues filles, Olivia i Sofia. Era un aficionat al golf i va jugar al Dunhill Links Championship.
Vialli continuava vivint al SW6 de Londres, 20 anys després de deixar el Chelsea FC.
El novembre de 2018, Vialli va revelar que havia superat amb èxit una batalla d'un any contra el càncer de pàncrees. Va ser atès al Royal Marsden Hospital.
El 21 de desembre de 2021, va revelar que havia estat lluitant contra el càncer de pàncrees per segona vegada. Va morir el dia 6 de gener de 2023 a l'edat de 58 anys.

## Palmarès
- 1 Lliga de Campions el 1996 amb la Juventus FC.
- 2 Recopes d'Europa, 1990 amb la Sampdoria i el 1990 amb el Chelsea FC.
- 1 Copa de la UEFA el 1993 amb la Juventus FC.
- 1 Supercopa d'Europa el 1996 amb la Juventus FC.
- 2 Lligues italianes el 1991 amb la Sampdoria i el 1995 amb la Juventus FC.
- 4 Copes d'Itàlia el 1985, 1988 i 1989 amb la Sampdoria i el 1995 amb la Juventus FC.
- 2 Supercopes d'Itàlia el 1991 amb la Sampdoria i el 1995 amb la Juventus FC.
- 1 FA Cup el 1997 amb el Chelsea FC.*
- 1 Copa de la Lliga d'Anglaterra el 1998 amb el Chelsea FC.*

* El 1998 va guanyar al Chelsea la Recopa d'Europa, la FA Cup i la Copa de la Lliga d'Anglaterra com a entrenador/jugador de l'equip.

## Selecció italiana
Vialli va debutar amb la selecció absoluta italiana l'any 1985 en un partit contra Polònia. Va acumular un total de 59 convocatòries i va marcar 16 gols.
Va participar en la Copa del Món de 1986 (eliminats a vuitens de final contra la França de Michel Platini) i en la Copa del Món de 1990 i a la Eurocopa de 1988.